# جفری بربیج
جفری بربیج (انگلیسی: Geoffrey Burbidge; ۲۴ سپتامبر ۱۹۲۵ – ۲۶ ژانویهٔ ۲۰۱۰) دانشمند در زمینه اخترشناسی اهل بریتانیا بود.
وی همچنین برندهٔ جوایزی همچون همکار انجمن سلطنتی، مدال طلائی انجمن سلطنتی اختر شناسان و جایزه بروس شده‌است.